# Малфорд (Колорадо)
Малфорд (англ. Mulford) — переписна місцевість (CDP) в США, в окрузі Гарфілд штату Колорадо. Населення — 259 осіб (2020).

## Географія
Малфорд розташований за координатами 39°24′23″ пн. ш. 107°9′58″ зх. д. / 39.40639° пн. ш. 107.16611° зх. д. (39.406356, -107.165988).  За даними Бюро перепису населення США в 2010 році переписна місцевість мала площу 1,73 км², уся площа — суходіл.

## Демографія
Згідно з переписом 2010 року, у переписній місцевості мешкали 174 особи в 85 домогосподарствах у складі 57 родин. Густота населення становила 101 особа/км².  Було 187 помешкань (108/км²).
Расовий склад населення:
| - 91,4 % — білих - 1,1 % — корінних американців - 0,6 % — вихідців з тихоокеанських островів - 0,6 % — азіатів - 4,0 % — осіб інших рас |

До двох чи більше рас належало 2,3 %. Частка іспаномовних становила 7,5 % від усіх жителів.
За віковим діапазоном населення розподілялося таким чином: 13,2 % — особи молодші 18 років, 66,7 % — особи у віці 18—64 років, 20,1 % — особи у віці 65 років та старші. Медіана віку мешканця становила 52,3 року. На 100 осіб жіночої статі у переписній місцевості припадало 95,5 чоловіків;  на 100 жінок у віці від 18 років та старших — 93,6 чоловіків також старших 18 років.
За межею бідності перебувало 4,7 % осіб, у тому числі 0,0 % дітей у віці до 18 років та 15,7 % осіб у віці 65 років та старших.
Цивільне працевлаштоване населення становило 63 особи. Основні галузі зайнятості: мистецтво, розваги та відпочинок — 31,7 %, науковці, спеціалісти, менеджери — 19,0 %, освіта, охорона здоров'я та соціальна допомога — 19,0 %.